# لسيا تسورينكو
لسيا تسورينكو (بالأوكرانية: Цуренко Леся Вікторівна) مواليد 30 مايو 1989 في فولوديميريتس، الجمهورية الأوكرانية السوفيتية الاشتراكية، الاتحاد السوفيتي، هي لاعبة كرة مضرب أوكرانية بدأت مسيرتها كمحترفة سنة 2007 تلعب باليد اليمنى وتحتل حالياً المرتبة رقم. 35 (8 فبراير 2016) في تصنيف رابطة محترفات كرة المضرب. أعلى تصنيف لها في الفردي كان المركز الـ 33 في سنة 2015.

## الخط الزمني للأداء
مفتاح
| ف | ن | ن.ن | ر.ن | د# | د.م | ل | أ.أ | ت | غ | ب | ف | ذ | م.خ | ل.ت |

(ف) فاز بالبطولة (ن) وصل النهائي (ن.ن) نصف النهائي (ر.ن) ربع النهائي (د#) الأدوار الأربعة الأولى (د.م) دور المجموعات (ل) شارك في كأس ديفيز (أ.أ) خرج من الأدوار الاولى (ت) خسر التصفيات التأهيلية (غ) غاب عن الحدث أو البطولة (ب) حصل على ميدالية برونزية (ف) حصل على ميدالية فضية (ذ) حصل على ميدالية ذهبية (م.خ) بطولة الماسترز خُفضت إلى مرتبة أقل (ل.ت) البطولة لم تعقد في السنة المعينة.
لتجنب الارتباك وازدواجية الحساب، يتم تحديث هذه المعلومات إما في نهاية البطولة، أو عندما تكون مشاركة اللاعب في البطولة قد انتهت.

### الفردي
| الدورة                        | 2010 | 2011 | 2012 | 2013 | 2014 | 2015 | 2016 | ف-خ  |
| ----------------------------- | ---- | ---- | ---- | ---- | ---- | ---- | ---- | ---- |
| دورات الجراند سلام            |      |      |      |      |      |      |      |      |
| بطولة أستراليا المفتوحة للتنس | غ    | د2   | د2   | د3   | د1   | د1   | د1   | 4–6  |
| دورة رولان غاروس الدولية      | ت2   | ت1   | د1   | د1   | ت2   | د1   |      | 0–3  |
| بطولة ويمبلدون                | ت1   | د1   | د1   | د2   | د2   | د2   |      | 3–5  |
| أمريكا المفتوحة               | ت1   | ت1   | د1   | د1   | د1   | د2   |      | 1–4  |
| فوز-خسارة                     | 0–0  | 1–2  | 1–4  | 3–4  | 1–3  | 2–4  | 0–1  | 8–18 |

## روابط خارجية
- لسيا تسورينكو على موقع رابطة محترفات التنس (الإنجليزية)
- لسيا تسورينكو على موقع الاتحاد الدولي لكرة المضرب (الإنجليزية)
- لسيا تسورينكو على موقع كأس بيلي جين كينغ (الإنجليزية)
- لسيا تسورينكو على موقع بطولة ويمبلدون (الإنجليزية)
- لسيا تسورينكو على موقع خلاصة التنس.كوم (الإنجليزية)
- لسيا تسورينكو على موقع إي إس بي إن.كوم (الإنجليزية)